# Шевчук Євген Васильович
Євге́н Васи́льович Шевчу́к (рум. Евгений Васильевич Шевчук, Evgheni Vasilievici Șevciuk, рос. Евге́ний Васи́льевич Шевчу́к; нар. 19 червня 1968, Рибниця) — придністровський державний та політичний діяч, другий президент невизнаної Придністровської Молдавської Республіки (з 30 грудня 2011 по 16 грудня 2016 року), голова Верховної Ради ПМР (2005–2009), кандидат економічних наук.

## Освіта
- Українська сільськогосподарська академія (факультет механізації);
- Придністровський державний університет (юридичний факультет);
- Академія управління МВС Російської Федерації (організація правоохоронної діяльності);
- Академія зовнішньої торгівлі Російської Федерації (міжнародний комерційний факультет).
- Дипломатична академія України при Міністерстві закордонних справ України.

## Політична діяльність
У 1992–1998 роках проходив службу в органах МВС Придністровської Молдавської Республіки по боротьбі з економічними злочинами. У 1998–2000 роках працював у комерційних структурах.
У 2000 і 2005 роках обирався депутатом Верховної Ради Придністровської Молдавської Республіки. У 2000 році став головою Комітету з питань економічної політики, бюджету та фінансів, головою Комісії із зовнішньої політики і міжнародних зв'язків, обраний Заступником Голови Верховної Ради Придністровської Молдавської Республіки. У 2005 році став Головою Верховної Ради ПМР, але у 2009 році добровільно склав з себе повноваження. Очільник Республіканської партії «Обновлєніє», представленої у Верховній Раді Придністровської Молдавської Республіки більшістю депутатських мандатів. 2010 року у ході внутрішньополітичної боротьби зміщений з поста голови цієї партії, яку очолив Анатолій Камінський.
Кандидат у Президенти ПМР на виборах 2011 року, де разом з Анатолієм Камінським пройшов до другого туру.
25 грудня 2011 року, перемігши з великим відривом свого суперника, якого підтримувала влада Росії, став президентом Придністровської Молдавської Республіки. Євген Шевчук набрав майже 74% голосів. Анатолій Камінський — 20% громадян. Ще 4,5% громадян невизнаної республіки проголосували проти всіх.

## Персона нон грата
Згідно з положенням Європейської комісії 2005/147/CFSP, громадянину Російської Федерації[відсутнє в джерелі] Євгену Шевчуку, як й іншим лідерам ПМР, заборонений в'їзд до країн ЄС.

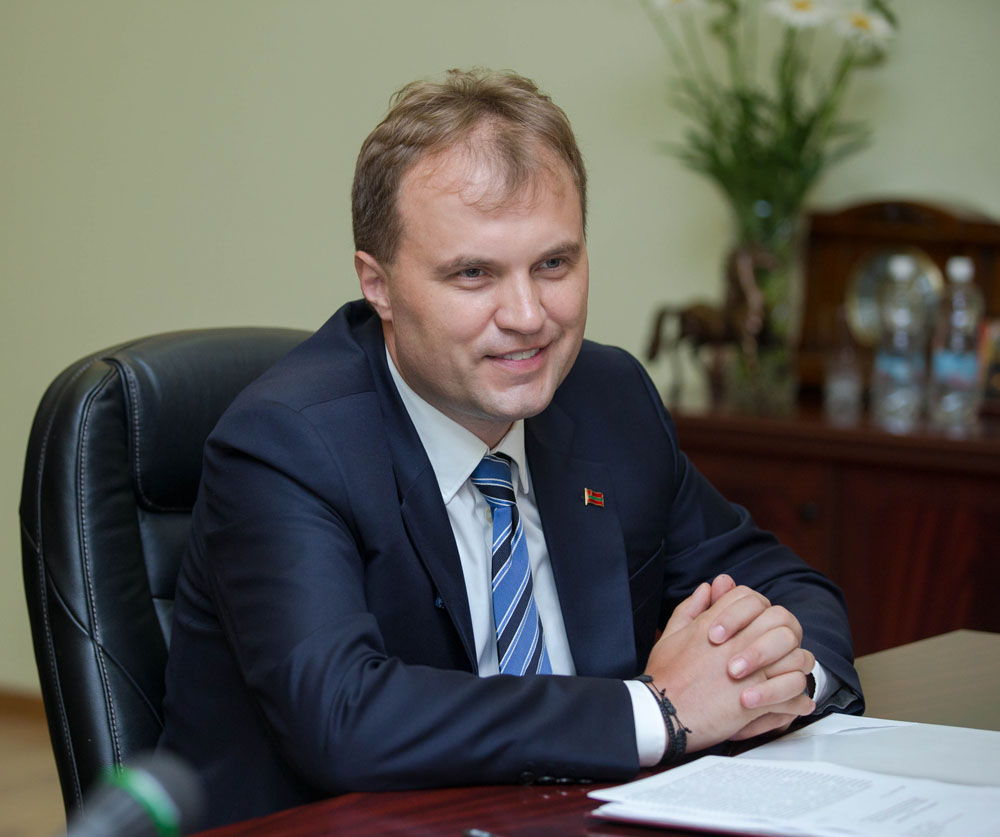
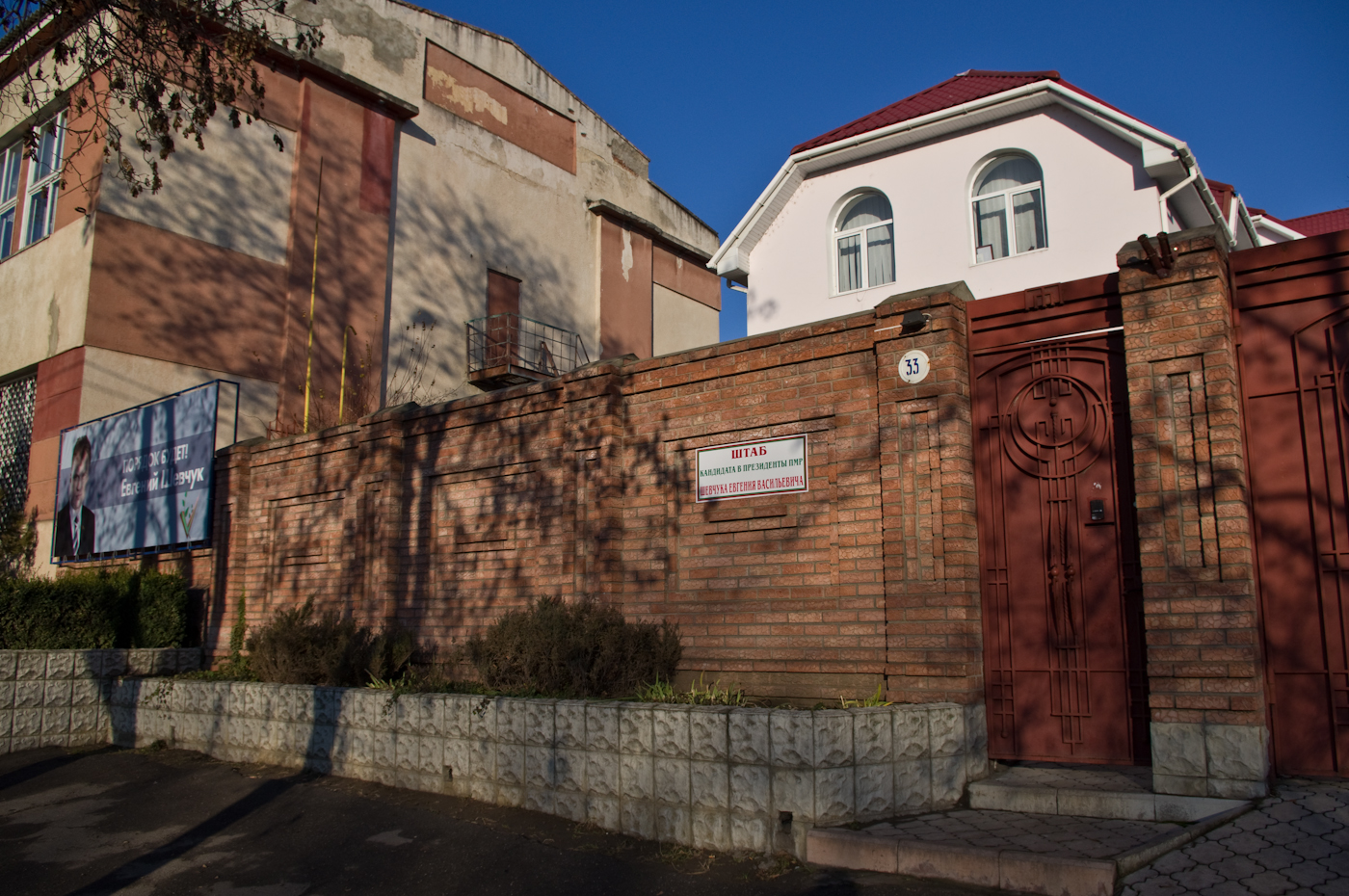
Передвиборчий штаб
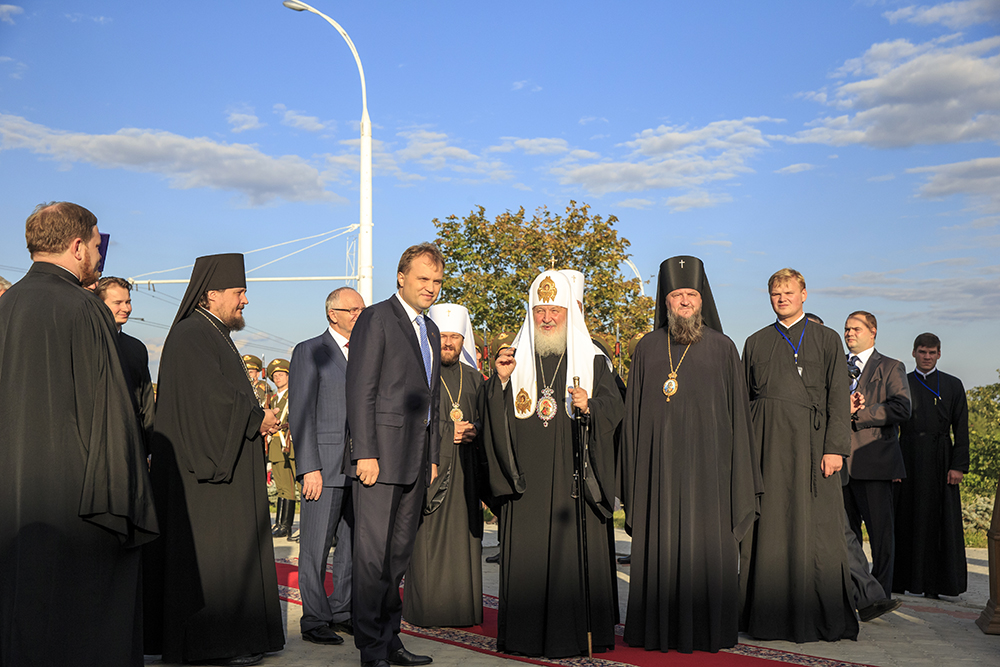
Кирило Гундяєв в ПМР
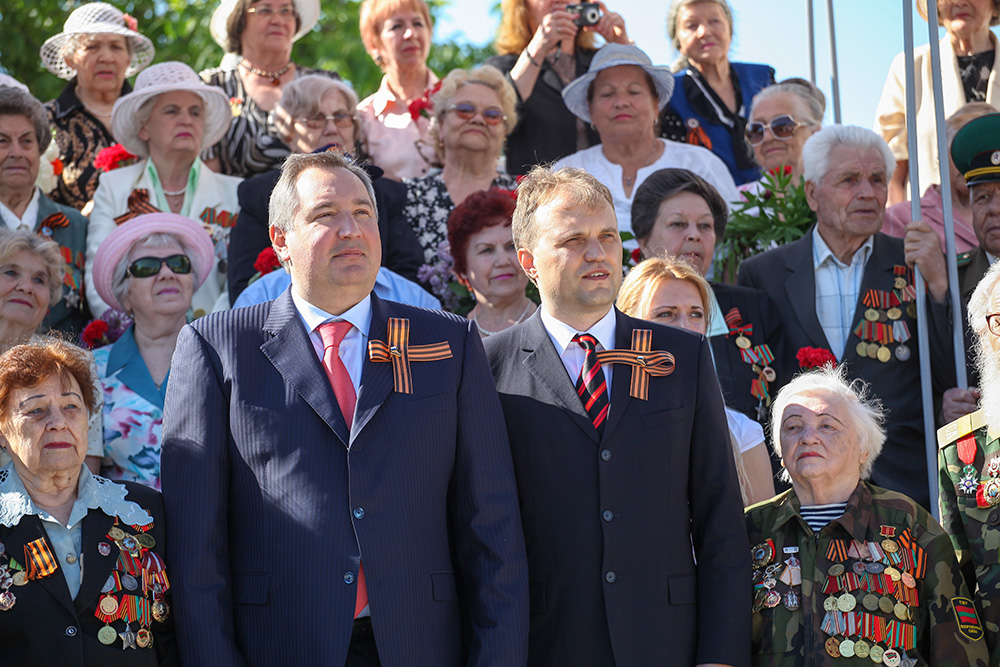
З Дмитром Рогозіним 9 травня 2013 в Тирасполі
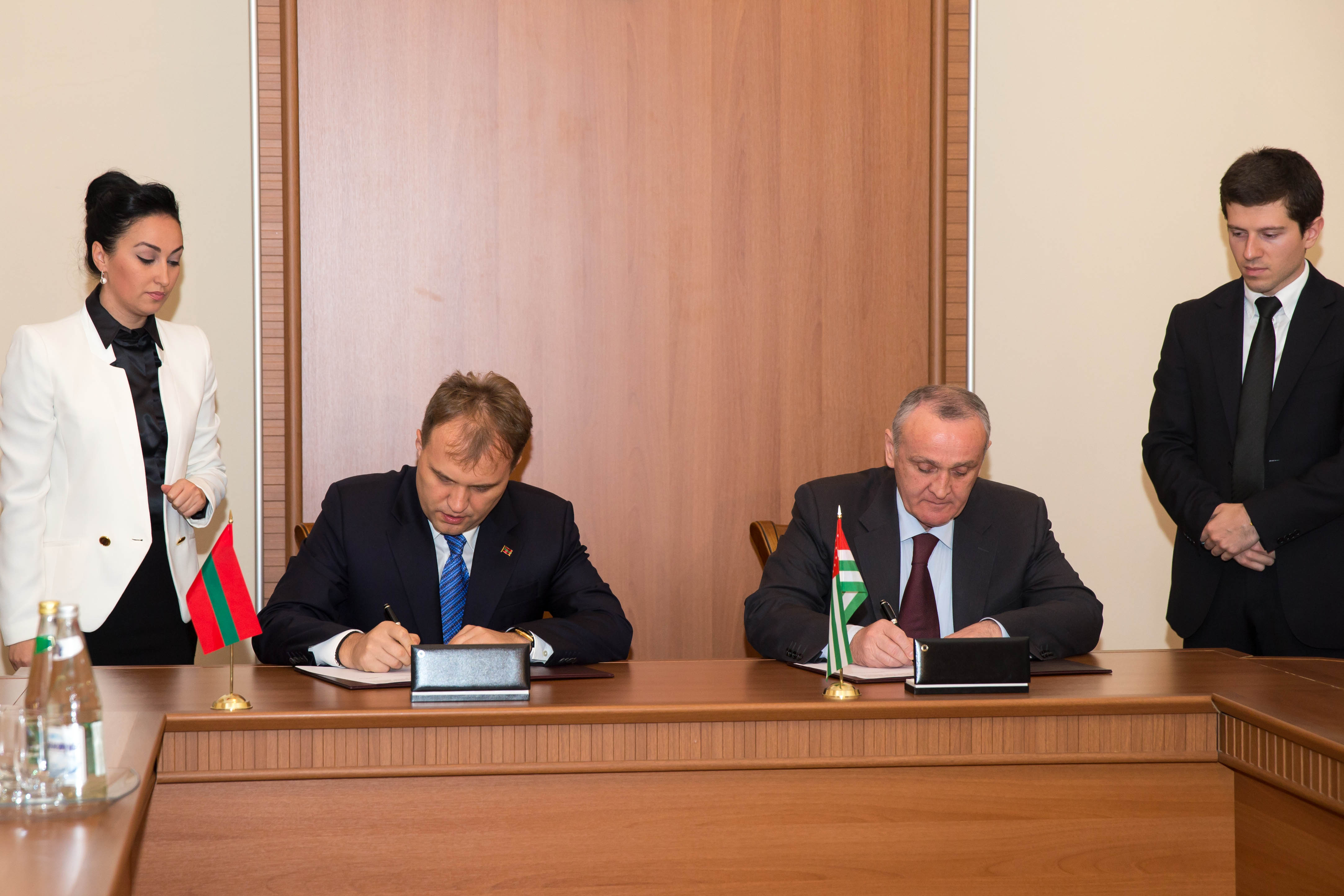
Олександр Анкваб та Євген Шевчук підписують Спільну заяву, 29 вересня 2013
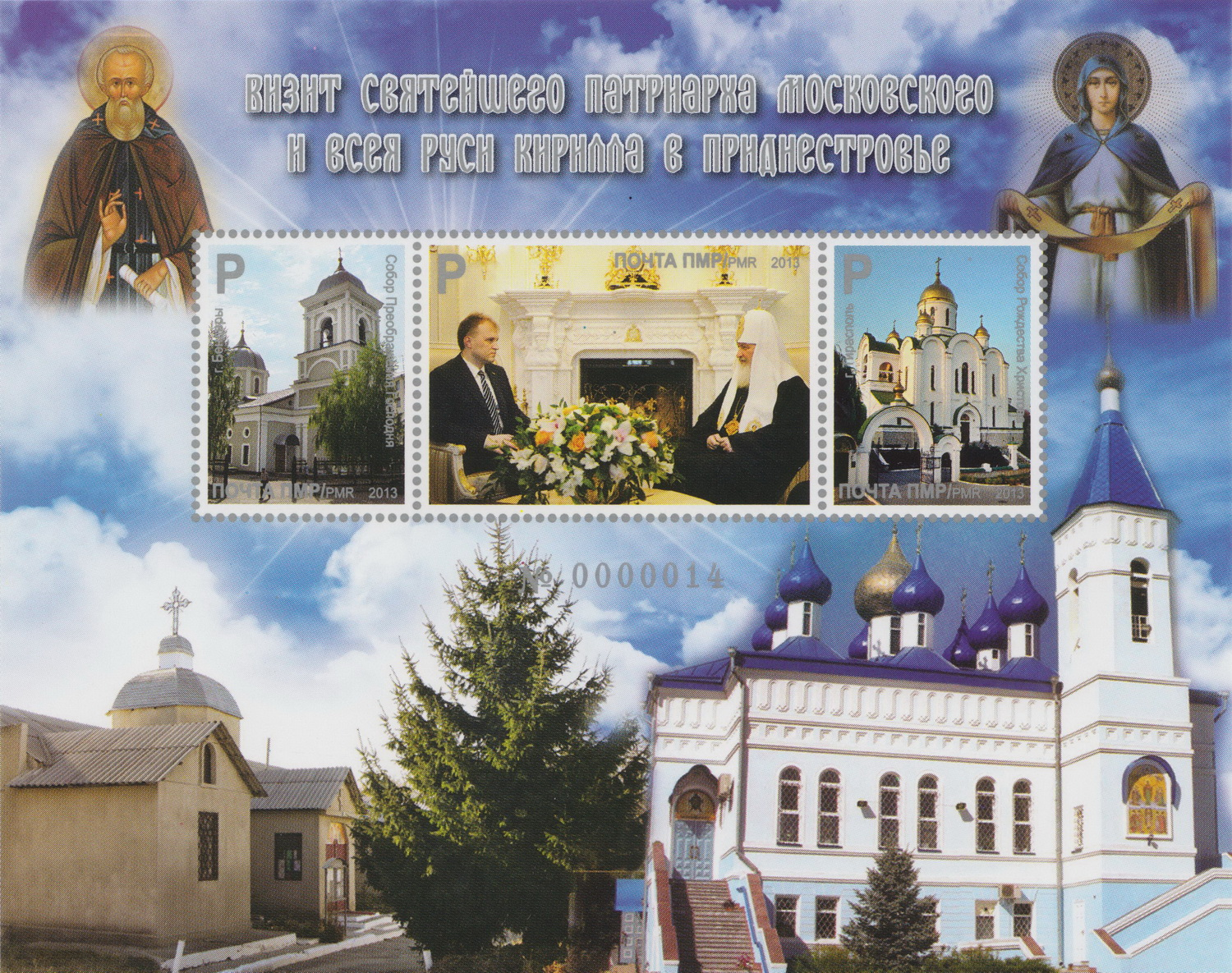
Марка, присвячена відвідинам ПМР Кирилом Гундяєвим, 2013